# Tren Ligero de Jerusalén
Tren Ligero de Jerusalén o tranvía de Jerusalén (הרכבת הקלה בירושלים - HaRakevet HaKala Birushalayim) es una línea Tren Ligero en Jerusalén inaugurado en 2011. Se comenzó a construir en 2002 y se terminó en 2010 después de muchos retrasos y la bancarrota  de la empresa constructora. El tren ligero es famoso por el Puente en la entrada occidental a Jerusalén desde la Ruta 1.
La construcción comenzó en 2002 y terminó en 2010, cuando se inició la fase de prueba. Fue construido por el consorcio CityPass, que tiene una concesión de 30 años para hacerlo funcionar. El proyecto requirió la construcción del Puente atirantado de Jerusalén, así como otros proyectos de renovación en los alrededores de la ciudad.
En 2019, las autoridades hicieron público al ganador de la ampliación de la línea roja y una nueva línea verde a favor del consorcio JNET, formado por la empresa española Construcciones y Auxiliar del ferrocarril (CAF) y la israelí, Shapir Engineering and Industry. Esta última forma parte del listado de las empresas que el Consejo de Derechos Humanos de las Naciones Unidas señala entre las que operan en territorios cisjordanos. A su vez, sobre CAF pende la petición de que se incluya en esa relación de empresas.